# Боженар, Виктор Акимович
Виктор Акимович Боженар (6 февраля 1940, Артёмовск, Сталинская область — 16 октября 2012, Киев) — советский украинский баскетбольный тренер, заслуженный тренер СССР и УССР.

## Биография
С 1950 года начал заниматься баскетболом в детско-юношеской спортивной школе в Николаеве.
В 1958 году окончил Николаевский судостроительный техникум.
С 1962 года — конструктор в союзном проектном бюро «Машпроект», там же начал выступать за баскетбольную команду предприятия, которая через несколько лет была передана в общество «Спартак».
С 1967 года — главный тренер николаевского «Спартака», под его руководством в 1972 году клуб вышел в первую лигу, в 1976 году — в высшую советскую баскетбольную лигу.
В 1976 году приглашён главным тренером киевского СКА, наивысшее достижение клуба под его руководством — 4-е место на чемпионате СССР в сезоне 1979/80.
В 1980—1986 годах работал в Госкомитете УССР по физкультуре и спорту, был тренером украинских баскетбольных сборных команд. Руководимые им сборные дважды становились чемпионом Спартакиады народов СССР (1983 и 1986) и один раз — серебряным призёром. В сезон 1986/87 — второй тренер молодёжной сборной СССР.
В 1988—1990 годах работал главным тренером «Будивельника», под его руководством команда в 1988 году завоевала бронзовые медали, а в 1989 году стала чемпионом СССР. Также в эти годы клуб впервые в истории советского баскетбола совершил турне по США, проведя серию игр с клубами Континентальной баскетбольной ассоциации.
Скончался 16 октября 2012 года в Киеве.

## Награды и премии
- медаль «За трудовое отличие»
- медаль «За ратную доблесть»
- Заслуженный тренер УССР (1973)
- Заслуженный тренер СССР (1988)